# Verwaltungsgemeinschaft Triptis
In der Verwaltungsgemeinschaft Triptis aus dem thüringischen Saale-Orla-Kreis haben sich die Stadt Triptis und acht Gemeinden zur Erledigung ihrer Verwaltungsgeschäfte zusammengeschlossen. Sie liegt zwischen den Städten Zeulenroda-Triebes und Neustadt an der Orla.
Sitz ist die Stadt Triptis.

## Die Gemeinden
1. Dreitzsch mit dem Ortsteil Alsmannsdorf
2. Geroda mit den Ortsteilen Wittchenstein und Geheege
3. Lemnitz mit dem Ortsteil Leubsdorf
4. Miesitz mit dem Ortsteil Kopitzsch
5. Mittelpöllnitz mit dem Ortsteil Porstendorf
6. Rosendorf mit dem Ortsteil Zwackau
7. Schmieritz mit den Ortsteilen Weltwitz und Traun
8. Tömmelsdorf mit dem Ortsteil Wüstenwetzdorf
9. Triptis (Stadt) mit den Ortsteilen Oberpöllnitz, Pillingsdorf, Burkersdorf, Schönborn, Ottmannsdorf, Hasla und Döblitz

## Geschichte
Die Verwaltungsgemeinschaft wurde am 4. Oktober 1990 gegründet. Zum 1. Januar 2012 wurde Pillingsdorf nach Triptis eingemeindet.

### Einwohnerentwicklung
Entwicklung der Einwohnerzahl (Stand: jeweils 31. Dezember):
| - 1994: 7.347 - 1995: 7.342 - 1996: 7.251 - 1997: 7.327 - 1998: 7.250 - 1999: 7.234 | - 2000: 7.160 - 2001: 7.094 - 2002: 7.017 - 2003: 6.919 - 2004: 6.847 - 2005: 6.762 | - 2006: 6.654 - 2007: 6.560 - 2008: 6.466 - 2009: 6.393 - 2010: 6.319 - 2011: 6.253 | - 2012: 6.207 - 2013: 6.167 - 2014: 6.092 - 2015: 6.084 - 2016: 6.021 - 2017: 6.011 | - 2018: 5.939 - 2019: 5.939 - 2020: 5.868 - 2021: 5.872 - 2022: 5.876 - 2023: 5.828 |

 Datenquelle: Thüringer Landesamt für Statistik